# Dragan Mrljak
Dragan Mrljak (Osijek, 1891. – ?), bio je kulturni radnik vojvođanskih Hrvata. 
Kao mladić doselio se u Suboticu neposredno nakon sklopljenog primirja s Mađarskom, u isto vrijeme kad i ostatak gorljivih mladića koji su poveli i pomagali društveni, kulturni i prosvjetni život bačkih Hrvata: Mihovil Katanec, Matej Jankač, Marin Juras, I. Šercer i dr. Istovremeno su u Sombor došli Ladislav Vlašić, Vinko Žganec, Mato Škrabalo i drugi.
Bio je hrvatski kulturni djelatnik u Subotici. Bio je direktorom štedionice, subotičke podružnice Prve hrvatske štedionice, kao i Miroslav Mažgon. Osim toga bio je dioničarem u nekoliko subotičkih poduzeća. Vojna obavještajna služba Kraljevine Jugoslavije izvijestila je 1934. da su njih dvojica, uz ugledne subotičke odvjetnike Mihovila Katanca i Mateja Jankača te uz još nekolicinu drugih Hrvata sustavno i neumorno radili i organizirali subotičke Hrvate. Marljivi rad tih hrvatskih kulturnih radnika osujetio je srpske pokušaje da se Hrvate privuče u "patriotske", zapravo velikosrpskom hegemonističkom režimu odane organizacije kao što su Narodna odbrana, Soko, Četničko udruženje i dr.Uspjeh je bio toliki da su izvješća govorila o apstinenciji bunjevačkih Hrvata od tih udruženja.